# Enlinia
Enlinia is een vliegengeslacht uit de familie van de slankpootvliegen (Dolichopodidae).

## Soorten
- E. arizonica Robinson, 1973
- E. californica Robinson and Arnaud, 1970
- E. ciliata Robinson, 1964
- E. magistri (Aldrich, 1932)
- E. saxicola Robinson, 1964
- E. taeniocaudata Robinson and Arnaud, 1970
- E. texana Robinson, 1973